# Andrena thaspii
Andrena thaspii är en biart som beskrevs av Graenicher 1903. Den ingår i släktet sandbin och familjen grävbin. Inga underarter finns listade i Catalogue of Life.

## Beskrivning
Ett bi med svart grundfärg. Käkarnas ytterdelar är dock rödbruna. Vingarna är genomskinliga, ibland med lätt rökfärg. Ribborna är rödaktiga. Pälsfärgen varierar, men är vanligen övervägande vit till askgrå. På ryggsidan är mellankroppen dock ofta ockrafärgad. Mörkare former finns där honorna är nästan svarta, och hanarna mer eller mindre helt ockrafärgade. Honan blir 9 till 12 mm lång, hanen 8 till 10 mm.

## Ekologi
Arten föredrar skogsområden.
Släktets medlemmar är solitära bin som bygger underjordiska larvbon. Även om de inte är samhällsbyggande, kan flera honor placera sina bon i närheten av varandra. Denna art är polylektisk, den hämtar nektar och pollen från växter ur flera familjer, som desmeknoppsväxter, sumakväxter, flockblommiga växter, korgblommiga växter, strävbladiga växter, korsblommiga växter, kaprifolväxter, nejlikväxter, kornellväxter, ärtväxter, gentianaväxter, näveväxter, vinbärssläktet, linväxter, malvaväxter, slideväxter, ranunkelväxter, brakvedsväxter, rosväxter, videväxter, flenörtsväxter och vänderotsväxter. Aktivitetsperioden varar från juni till augusti.

## Utbredning
Utbredningsområdet omfattar Nordamerika från Kanada till de norra och även de bergiga södra delarna av USA.